# Novoselivka (Ananiev), Bârzula
Novoselivka (în ucraineană Новоселівка, în germană Klein Neudorf) este un sat în comuna Ananiev din raionul Bârzula, regiunea Odesa, Ucraina. Satul a fost locuit de germanii pontici.

## Demografie
Componența lingvistică a localității Novoselivka
     Ucraineană (97,85%)
     Rusă (1,23%)
     Alte limbi (0,93%)
Conform recensământului din 2001, majoritatea populației localității Novoselivka era vorbitoare de ucraineană (97,85%), existând în minoritate și vorbitori de rusă (1,23%).